# HC Energie Karlowe Wary
HC Energie Karlowe Wary (cz. HC Energie Karlovy Vary) – czeski klub hokejowy z siedzibą w Karlowych Warach występujący w rozgrywkach Tipsport Extraliga (od sezonu 1997/98).
Drużyna juniorska pod nazwą Energie występuje w rosyjskich rozgrywkach Mołodiożnaja Chokkiejnaja Liga (MHL) i jest stowarzyszona z klubem HC Lev Praga (KHL).

## Dotychczasowe nazwy

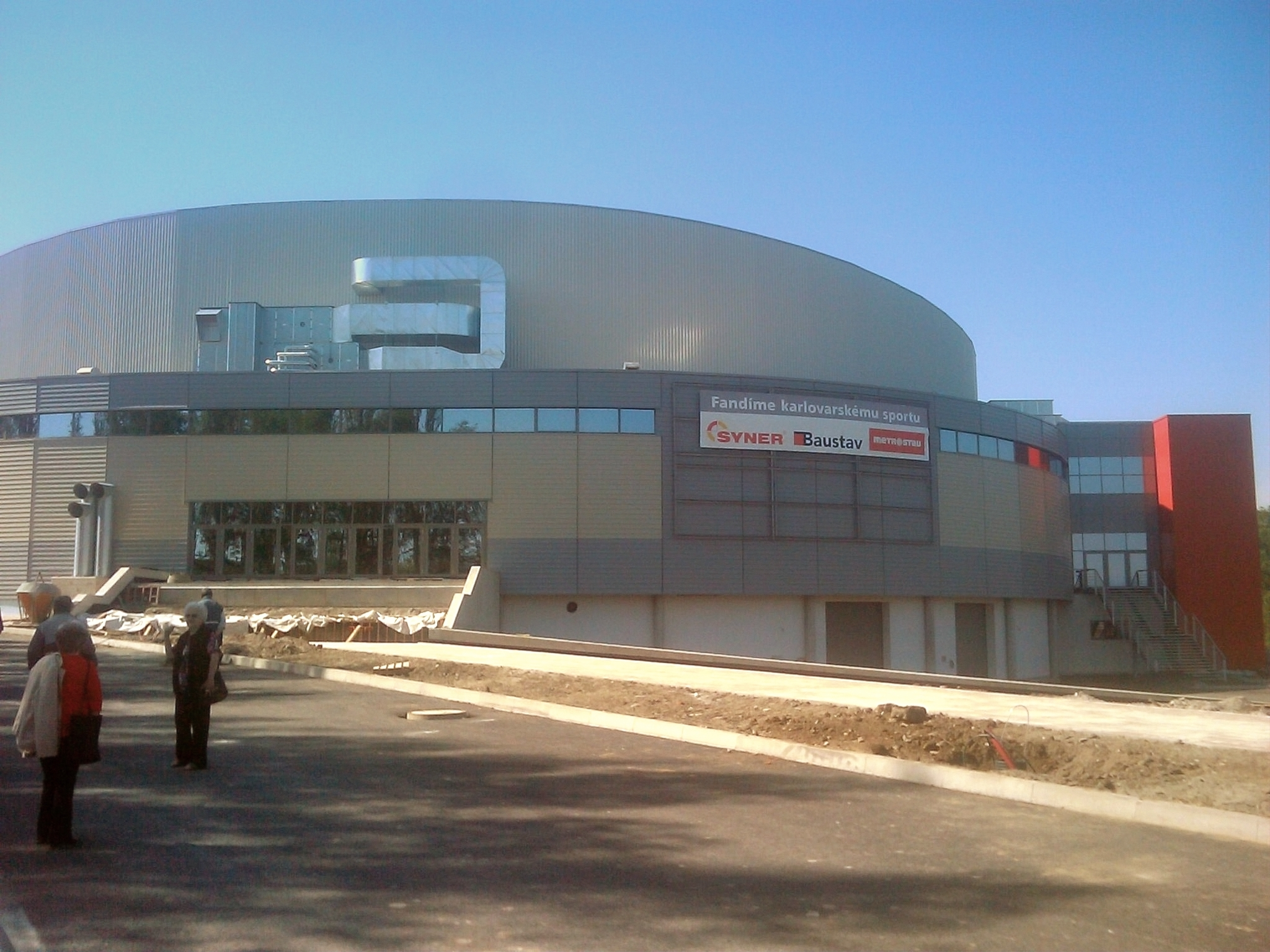
KV Arena

- Sokol Slavia Karlovy Vary (1951-1953)
- Dynamo Karlovy Vary (1953-1964)
- Slavia Karlovy Vary (1964-1994)
- HC Becherovka KV (1994-2002)
- HC Energie Karlovy Vary (od 2002)

## Sukcesy
- Srebrny medal mistrzostw Czech: 2008
- Złoty medal mistrzostw Czech: 2009
- Mistrzostwo 1. ligi: 1997